# بارنز (ایلینوی)
بارنز (به انگلیسی: Barnes) یک منطقهٔ مسکونی در ایالات متحده آمریکا است که در ایلینوی واقع شده‌است. بارنز ۲۶۰٫۰ متر بالاتر از سطح دریا واقع شده‌است.